# ایگاد
ایگاد (به انگلیسی: Aigod) یک منطقهٔ مسکونی در هند است که در کارناتاکا واقع شده‌است.